# ۱۵ زن برزنجیر
۱۵ زن برزنجیر یک ستاره است که در صورت فلکی آندرومدا قرار دارد.